# ルカ・ペラン
ルカ・ペラン（Lucas Perrin、1998年11月19日 - ）は、フランス・マルセイユ出身のサッカー選手。スポルティング・デ・ヒホン所属。ポジションはディフェンダー。

## 経歴
2019年9月24日のディジョンFCO戦でデビュー。
期待の若手とされ、監督のアンドレ・ビラス・ボアスにも信頼されているほか、同僚の酒井宏樹からは安定感と安心感があると評されている。
2021年7月14日、RCストラスブールに買取オプション付きの1年間のレンタル移籍。2022年4月29日、ストラスブールが買取オプションを行使し、3年契約を結んだ。
2025年7月7日、スポルティング・デ・ヒホンに2年契約で移籍した。